# Christoph Bieler
Christoph Bieler (Hall in Tirol, 28 oktober 1977) is een Oostenrijks noordse combinatieskiër.

## Carrière
In 1998 nam Bieler voor het eerste deel aan de Olympische Winterspelen, met het Oostenrijkse team haalde hij toen een vierde plaats binnen op de Team K90. In 2002 veroverde hij een bronzen medaille met de 4 x 5 km team. Een jaar later veroverde hij een gouden medaille op hetzelfde onderdeel, tijdens het WK in Val di Fiemme. Tijdens de
Olympische Winterspelen van 2006 veroverde hij alweer een gouden medaille met het Oostenrijkse landenteam. Daarna won hij in 2005 een bronzen medaille tijdens het WK in Oberstdorf.

## Resultaten

### Olympische Winterspelen
| Jaar | Plaats         | Resultaten                                     |
| ---- | -------------- | ---------------------------------------------- |
| 1998 | Nagano         | 4e Team                                        |
| 2002 | Salt Lake City | 15e 15 km Gundersen · 16e 7,5 km Sprint · Team |
| 2006 | Turijn         | 13e 15 km Gundersen · 23e 7,5 km Sprint · Team |
| 2010 | Vancouver      | 10e Gundersen LH 25e Gundersen NH              |
| 2014 | Sotsji         | 11e Gundersen NH · 17e Gundersen LH · Team     |

### Wereldkampioenschappen
| Jaar | Plaats        | Resultaten                                             |
| ---- | ------------- | ------------------------------------------------------ |
| 2001 | Lahti         | 26e 15 km Gundersen                                    |
| 2003 | Val di Fiemme | 6e 15 km Gundersen · 13e 7,5 km Sprint · Team          |
| 2005 | Oberstdorf    | 11e 15 km Gundersen · 14e 7,5 km Sprint · Team         |
| 2007 | Sapporo       | 4e 15 km Gundersen 16e 7,5 km Sprint 4e Team           |
| 2009 | Liberec       | 8e Gundersen NH 47e Gundersen LH 5e Massastart 5e Team |
| 2013 | Val di Fiemme | 8e Gundersen NH 16e Gundersen LH                       |

### Wereldbeker
Eindklasseringen
| Seizoen   | Plaats |
| --------- | ------ |
| 1996/1997 | 24e    |
| 1997/1998 | 36e    |
| 1999/2000 | 26e    |
| 2000/2001 | 20e    |
| 2001/2002 | 9e     |
| 2002/2003 | 13e    |
| 2003/2004 | 9e     |
| 2004/2005 | 9e     |
| 2005/2006 | 8e     |
| 2006/2007 | 4e     |
| 2007/2008 | 6e     |
| 2008/2009 | 13e    |
| 2009/2010 | 21e    |
| 2010/2011 | 20e    |
| 2011/2012 | 18e    |
| 2012/2013 | 13e    |

Wereldbekerzeges
| Datum            | Plaats         | Onderdeel        |
| ---------------- | -------------- | ---------------- |
| 3 december 2006  | Lillehammer    | 7,5 km Sprint    |
| 16 december 2006 | Ramsau         | 10 km Massastart |
| 13 januari 2007  | Lago di Tesero | 10 km Massastart |
| 9 december 2007  | Trondheim      | 7,5 km Sprint    |
| 26 januari 2008  | Seefeld        | 7,5 km Sprint    |
| 10 februari 2013 | Almaty         | 10 km Gundersen  |